# Loïc Meillard
Loïc Meillard, švicarski alpski smučar, * 29. oktober 1996, Neuchâtel, Švica.

## Kariera
Na mladinskih svetovnih prvenstvih je osvojil štiri medalje (od tega dve zlati). V svetovnem pokalu je prvič nastopil januarja leta 2015. 
Svoje prve stopničke v svetovnem pokalu je dosegel na veleslalomu v Saalbachu decembra leta 2018 s tretjim mestom. Dan kasneje je bil v slalomu drugi.

## Svetovni pokal

### Skupni seštevek
| Sezona | Discipline | Discipline      | Discipline | Discipline | Discipline     | Discipline | Discipline  |
| Sezona | Starost    | Skupni seštevek | Slalom     | Veleslalom | Supervelelalom | Smuk       | Kombinacija |
| 2016   | 19         | 104             | —          | 38         | —              | —          | —           |
| 2017   | 20         | 79              | 42         | 30         | —              | —          | —           |
| 2018   | 21         | 27              | 22         | 9          | —              | —          | —           |
| 2019   | 22         | 11              | 14         | 4          | —              | —          | —           |

### Stopničke
| Št. | Stopničke v svetovnem pokalu | Stopničke v svetovnem pokalu | Stopničke v svetovnem pokalu | Stopničke v svetovnem pokalu | Stopničke v svetovnem pokalu | Stopničke v svetovnem pokalu | Stopničke v svetovnem pokalu |
| Št. | Sezona                       | Datum                        | Prizorišče                   | Disciplina                   | Uvrstitev                    |                              |                              |
| 1   | 2019                         | 19. december 2018            | Saalbach, Avstrija           | veleslalom                   | 3.                           |                              |                              |
| 2   | 2019                         | 20. december 2018            | Saalbach, Avstrija           | slalom                       | 2.                           |                              |                              |